# وارنر ماك
وارنر ماك (بالإنجليزية: Warner Mack)‏ هو مغن مؤلف ومغني أمريكي، ولد في 2 أبريل 1938 في ناشفيل في الولايات المتحدة.

## وصلات خارجية
- وارنر ماك على موقع IMDb (الإنجليزية)
- وارنر ماك على موقع ميوزك برينز (الإنجليزية)
- وارنر ماك على موقع ديسكوغز (الإنجليزية)